# Баласоте
Баласоте (ісп. Balazote) — муніципалітет в Іспанії, у складі автономної спільноти Кастилія-Ла-Манча, у провінції Альбасете. Населення — 2448 осіб (2010).
Муніципалітет розташований на відстані близько 220 км на південний схід від Мадрида, 27 км на південний захід від Альбасете.

## Демографія
Динаміка населення (INE ):

## Галерея зображень

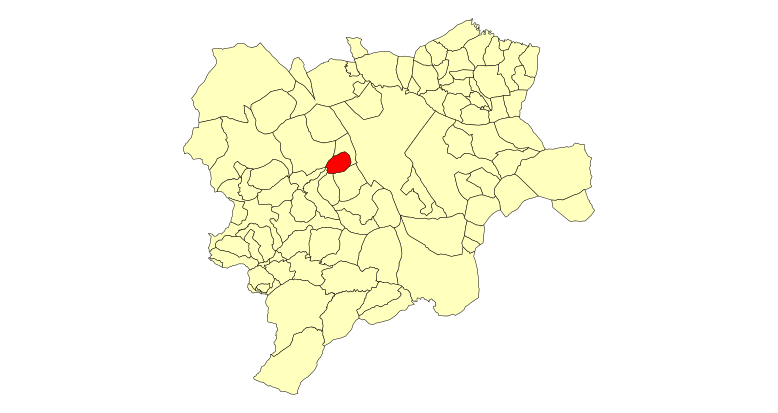
Розташування муніципалітету у провінції Альбасете